# Sud-Est des États-Unis

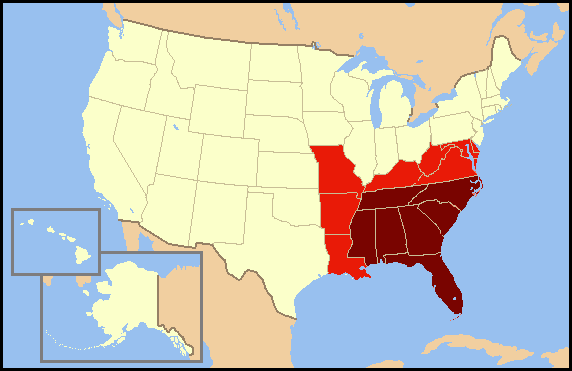
Les États en rouge foncé sont habituellement inclus dans les définitions du Sud-Est des États-Unis. Les États en rouge clair sont moins souvent considérés comme en faisant partie.

Le Sud-Est des États-Unis (voir aussi Sud des États-Unis) est une région géographique regroupant les États du sud, de l'océan Atlantique (Floride) au Texas (exclu). Il se caractérise par une ouverture sur le golfe du Mexique, un climat subtropical (voire, tropical dans le sud de la Floride) marqué par la chaleur et le passage des cyclones en été. La population possède des origines très diverses : les Afro-Américains sont relativement nombreux dans les anciens États esclavagistes, les Hispaniques sont particulièrement présents en Floride.

## Histoire

### Époque précolombienne

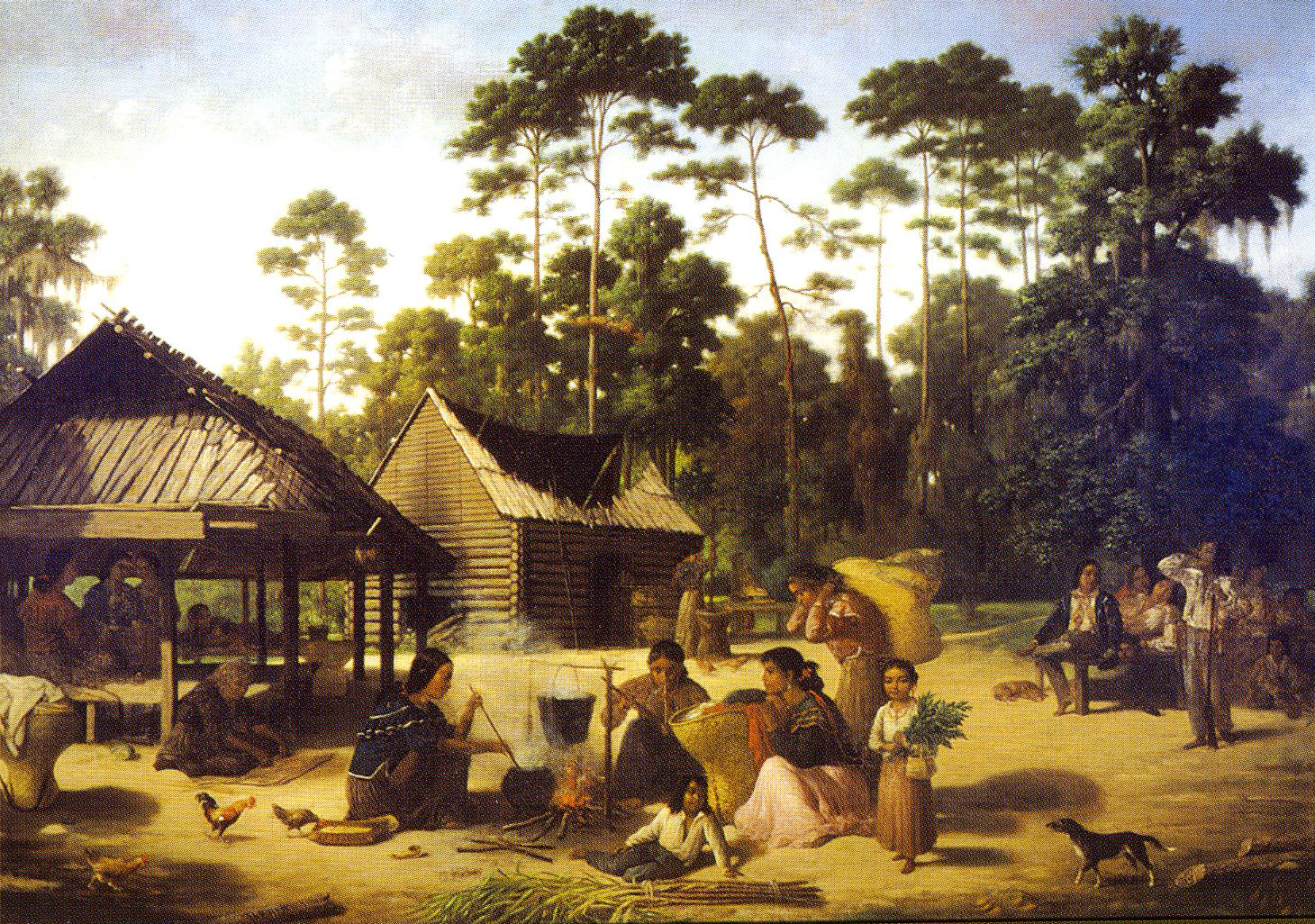
Francois Bernard, Village Choctaw, XIXe siècle.

Le Sud-Est des États-Unis fut d'abord peuplé par des groupes paléoindiens nomades qui se sont sédentarisés après la dernière glaciation. La région fut influencée par la civilisation mississippienne qui disparut avant l'arrivée des Européens. De nombreuses tribus se sont développées parmi lesquelles les Cinq tribus civilisées. Elles récoltent essentiellement le maïs, la courge et la pomme de terre. Le climat subtropical permet de faire pousser la patate douce, la banane et la canne à sucre ; les Amérindiens cultivent également des plantes médicinales et du tabac. Ils consomment les produits de la chasse et de la pêche.  Ils connaissent les techniques de la poterie et de la [céramique], qui servent à confectionner des objets pour la vie quotidienne ou pour les cultes mortuaires. L’habitat est très divers : les maisons adoptent un plan rectangulaire et sont crépies de glaise en été ; en hiver, des huttes coniques à demi enfouies servent d’abri. Ces sociétés sont hiérarchisées (chefs, prêtres) et certains villages comptent plusieurs centaines d'habitants.
Dans les régions les plus méridionales, les Amérindiens vivent presque nus dans des huttes légères couvertes de palmes. Pour se concilier les forces de la nature, les peuples cultivateurs pratiquent le puskita (cérémonie du maïs vert). Enfin, les langues du Sud-Est se répartissent en cinq grandes familles : langues iroquoises (Cherokee…), Caddo (langue cadoenne), siouenne, muskogee (Séminoles, Creeks…) ; quant à la langue des Natchez, elle constitue une langue isolée.